# 비비르 데 아모르
《비비르 데 아모르》(스페인어: Vivir de amor)는 2024년 방영된 멕시코의 텔레노벨라이다.